# SM-9
SM-9 — гватемальский пистолет-пулемёт, разработанный для сил специальных операций.

## Характеристика
SM-9 имеет высокий темп стрельбы — 1200 выстрелов в минуту. Ёмкость магазина составляет 25,32 и 36 патронов. Передняя рукоятка может складываться либо демонтироваться. Пистолет-пулемёт работает в полуавтоматическом режиме. Возможно использование глушителя. Оружие очень просто в устройстве и очень надёжно. Ствол, ствольная гайка и дульный тормоз предусмотрены в виде интегральной цельной сборки, благодаря чему ствол может быть легко  заменён без использования различных инструментов.

## Дополнительная информация
- использовалось в фильме "Raw Deal" (США, 1986)